# 兵庫県立柏原高等学校
兵庫県立柏原高等学校（ひょうごけんりつ かいばらこうとうがっこう, Hyogo Prefectural Kaibara High School）は、兵庫県丹波市柏原町に所在する公立高等学校。2019年現在は文部科学省指定事業「地域との協働による高校教育改革推進事業（グローカル型）」に指定されている。略称は「柏高」（）。応援歌においても「はっこう」と歌われる。

## 概要
1897年（明治30年）4月26日創立。旧制中学時代には、柏原中學校、柏原高等女學校の2つがあったが、1948年（昭和23年）に兵庫県立柏原高等学校として統合される。その後、旧氷上郡（現・丹波市）内に3つの分校があったが、現在では2つは廃校、1つは兵庫県立氷上西高等学校として独立している。当初は、普通科、商業科、家政科、定時制普通科があったが、1987年（昭和62年）からは普通科のみの進学校として現在に至る。2008年（平成20年）には理系コースを前身とする「知の探究コース」が設置される。また、近年は留学生の受け入れや、台湾への修学旅行など国際交流が活発で、文部科学省のスーパーグローバルハイスクール（SGH）のアソシエイト校にも指定されている。

## 沿革
旧制中学校・新制高等学校（男子校）時代
- 1897年（明治30年）4月26日 - 「兵庫縣柏原尋常中學校」（修業年限:5年）が創立され、開校式を挙行。
  - 兵庫県下4番目の創立で、初代校長には土井亀之進が就任。
- 1899年（明治32年）4月1日 - 中学校令の改正により、「兵庫県柏原中学校」と改称（「尋常」が除かれる）。
- 1901年（明治34年）4月1日 - 「兵庫県立柏原中学校」に改称（県の後に「立」が加えられる）。
- 1941年（昭和16年）1月 - 校舎を大改築し、本館等が完成。
- 1943年（昭和18年）4月1日 - 中等学校令の施行により、この時の入学生から修業年限が4年となる。
- 1944年（昭和19年）
  - 4月1日 - 教育ニ関スル戦時非常措置方策により、修業年限短縮（5年から4年に短縮）の施行がこの時の4年生から前倒しで適用されることとなる。
  - 7月 - 尼崎大日電線工場や西宮鐘淵工場への学徒勤労動員が開始。
- 1945年（昭和20年）
  - 3月 - 修業年限実施の前倒しにより、1940年（昭和15年）に入学した5年生と1941年（昭和16年）に入学した4年生の合同の卒業式が行われる。
  - 4月1日 - 授業が停止される。ただし勤労動員は継続。
  - 8月15日 - 終戦。
  - 9月 - 授業を再開。
- 1946年（昭和21年）4月1日 - 修業年限が5年に戻る。この時の入学生が旧制中学校最後の入学生となる。
- 1947年（昭和22年）4月1日 - 学制改革（六・三制の実施）が行われる。
  - 旧制中学校の生徒募集を停止（1年生不在）。
  - 新制中学校を併設し（名称:兵庫県立柏原中学校併設中学校、以下:併設中学校）、旧制中学校1・2年修了者を新制中学校2・3年生として収容。
  - 併設中学校は経過措置としてあくまで暫定的に設置されたため、新たに生徒募集は行われず、在校生が2・3年生のみの中学校であった。
  - 旧制中学校3・4年修了者はそのまま旧制中学校に在籍し、4・5年生となった（4年で卒業することもできた）。
- 1948年（昭和23年）4月1日 - 学制改革（六・三・三制の実施）により、旧制中学校が廃止され、新制高等学校「兵庫県立柏原高等学校」（男子校）が発足。
  - 旧制中学校卒業生（5年修了者）を新制高校3年生、旧制中学校4年修了者を新制高校2年生、併設中学校卒業生（3年修了者）を新制高校1年生として収容。
  - 併設中学校は新制高等学校に継承され（名称:兵庫県立柏原高等学校併設中学校）、在校生が1946年（昭和21年）に旧制中学校へ最後に入学した3年生のみとなる。

高等女学校・新制高等学校（女子校）時代
- 1902年（明治35年）5月 - 柏原町立崇廣尋常高等小学校[1]に女子補習科が設置される。近藤九市郎が初代校長に就任。
- 1903年（明治36年）
  - 4月1日 - 「柏原町立柏原女学校」が設置される。
  - 4月12日 - 開校式を挙行。
- 1908年（明治41年）
  - 4月1日 - 「氷上郡立柏原高等女学校」と改称。
  - 5月8日 - 開校式を挙行。
- 1909年（明治42年）4月 - 新校舎に移転。
- 1914年（大正3年）3月 - 「氷上郡立実科高等女学校」と改称。
- 1918年（大正7年）3月 - 実科を廃止し、「氷上郡立柏原高等女学校」に改称（再）。
- 1922年（大正11年）4月1日 - 県立移管により、「兵庫県立柏原高等女学校」に改称。
- 1925年（大正14年）4月1日 - 補習科を設置。
- 1944年（昭和19年）9月 - 尼崎甲陽製作所成松工場への学徒勤労動員が開始。
- 1945年（昭和20年）
  - 4月1日 - 授業が停止される。ただし勤労動員は継続。
  - 8月15日 - 終戦。
  - 9月 - 授業を再開。
- 1947年（昭和22年）4月1日 - 学制改革（六・三制の実施）が行われる。
  - 高等女学校の生徒募集を停止（1年生不在）。
  - 新制中学校を併設し（名称:兵庫県立柏原高等女学校併設中学校、以下:併設中学校）、高等女学校1・2年修了者を新制中学校2・3年生として収容。
  - 併設中学校は経過措置としてあくまで暫定的に設置されたため、新たに生徒募集は行われず、在校生が2・3年生のみの中学校であった。
  - 高等女学校3・4年修了者はそのまま高等女学校に在籍し、4年生・補習科生となった（4年で卒業することもできた）。
- 1948年（昭和23年）4月1日 - 学制改革（六・三・三制の実施）により、高等女学校が廃止され、新制高等学校「兵庫県立氷上高等学校」（女子校）が発足。
  - 高等女学校補習科修了生（5年修了者）を新制高校3年生、高等女学校4年修了者を新制高校2年生、併設中学校卒業生（3年修了者）を新制高校1年生として収容。
  - 併設中学校は新制高等学校に継承され（名称:兵庫県立氷上高等学校併設中学校）、在校生が1946年（昭和21年）に高等女学校へ最後に入学した3年生のみとなる。

新制高等学校（男女共学）
- 1948年（昭和23年）9月1日 - 高校三原則に基づく兵庫県内の公立高等学校の統合・再編が行われる。
  - 上記2校の新制高等学校が統合され、「兵庫県立柏原高等学校」（男女共学）が発足。
    - 定時制高等学校（中心校）を併置。また定時制成松分校と定時制青垣分校の2校を設置。
    - 併設中学校も統合され、「兵庫県立柏原高等学校併設中学校」となる。
- 1949年（昭和24年）3月31日 - 併設中学校を廃止。
- 1952年（昭和27年）
  - 1月 - 校歌を制定。
  - 4月1日 - 吉見村に定時制山東分校を設置。
- 1956年（昭和31年）10月 - 創立60周年並びに普通科校舎増築落成記念式典を挙行。
- 1960年（昭和35年）2月 - 体育館兼講堂が完成。
- 1961年（昭和36年）3月 - 第33回選抜高等学校野球大会（春のセンバツ）に初出場。結果は初戦の作新学院戦で0-2と敗退。
- 1962年（昭和37年）4月1日 - 青垣分校が全日制に移行。
- 1963年（昭和38年）
  - 3月31日 - 山東分校を廃止。
  - 6月 - プールが完成。
- 1966年（昭和41年）4月 - ワシントン州ケントメリディアン高校との交換留学制度を開始。
- 1972年（昭和47年）3月31日 - 成松分校を廃止。
- 1976年（昭和51年）4月1日 - 青垣分校が分離し、兵庫県立氷上西高等学校として独立。
- 1978年（昭和53年）10月 - 定時制課程（中心校）を廃止。
- 1983年（昭和58年）4月 - 普通科家政科の募集を停止。
- 1985年（昭和60年）
  - 4月 - 普通科商業科の募集を停止。
  - 10月 - 校訓を制定。
- 1986年（昭和61年）
  - 4月1日 - 普通科に理数コースを設置。
  - 6月 - 創立90周年を記念し、記念庭園と校訓碑が完成。
- 1989年（平成元年）
  - 1月 - オーシャンリーフ高校（英語版）（西オーストラリア州パース市）と姉妹校を締結。
  - 8月 - オーシャンリーフ高校への短期交換留学制度が発足。
- 1995年（平成7年）4月1日 - 制服を改定。
- 1997年（平成9年）4月 - 創立100周年記念式典を挙行。記念事業として柏陵会館が完成。
- 2003年（平成15年）4月1日 - 理数コースをベーシック・サイエンスコース（BSコース）に改組。
- 2005年（平成17年）4月 - ケント市・柏原高校高校生交流40周年記念式典を挙行。
- 2006年（平成18年）7月 - 西オーストラリア州パース市近郊スワンビュー高校との国際交流を開始。
- 2007年（平成19年）4月 - 創立110周年を迎える。
- 2008年（平成20年）4月1日 - ベーシック・サイエンスコースを知の探求コースに改組。
- 2014年（平成26年）3月 - 韓国金海外国語高等学校（朝鮮語版）と交流校協定締結
  - 4月 - スーパーグローバルハイスクール（SGH）アソシエイト校に指定
- 2018年  (平成30年) 
  - 4月- ひょうごスーパーハイスクール (HSH) に指定

## 基礎データ

### 所在地
- 兵庫県丹波市柏原町東奥50番地

### 通学区域
- 第2学区
  - 尼崎市
  - 西宮市
  - 伊丹市
  - 宝塚市
  - 川西市
  - 三田市
  - 川辺郡
  - 丹波篠山市
  - 丹波市

#### アクセス
- 西日本旅客鉄道（JR西日本）福知山線柏原駅下車、徒歩約10分。

### 象徴

#### 校歌
校歌は富田砕花作詞、山田耕筰作曲である。

#### 文化財
- 兵庫県立柏原高等学校記念館 - 1911年（明治44年）築の洋風校舎建築

## 部活動
体育部
- 野球部 - 1961年、第33回選抜高等学校野球大会に出場。
- 陸上競技部 - 2013年、個人女子やり投げで全国大会出場
- 剣道部 - 2007年2008年と2年連続の「高校総体」近畿大会に出場。2007年に21年ぶりの出場し2大会連続出場は初。
- サッカー部 - 2014年県総体ベスト8
- ワンダーフォーゲル部 - 2005年度の「高校総体」全国大会に出場。1999年の出場以来6年ぶり。これ以降、2010年度、2012年度の「高校総体」全国大会にも出場。その他、国体近畿ブロック大会でも優勝歴がある。
- 少林寺拳法部 - 2003年、組演舞の部で「高校総体」全国大会に出場。
- ソフトボール部 - 2013年、県総体ベスト8
- 男子バスケットボール部
- 女子バスケットボール部
- 男子ソフトテニス部 - 2001年～2003年、2007年団体の部で「高校総体」近畿大会出場。2002年、個人の部で全国大会出場。
- 女子ソフトテニス部 - 2001年、2002年、2005年に個人の部で、2004年、2005年に団体の部で「高校総体」近畿大会出場。
- 男子バレーボール部
- 女子バレーボール部 - 2001年、2003年と「高校総体」近畿大会出場。
- 男子ハンドボール部
- 女子ハンドボール部
- 卓球部

文化部
- 理科部 - 2010年11月13・14日　第34回兵庫県高等学校総合文化祭に出場し、自然科学部門化学分野において最優秀賞を獲得。2011年第35回高校総文に出場し、同分野において最優秀賞を獲得。2013年、第37回兵庫県高等学校総合文化祭自然科学部門発表会において最優秀賞を獲得。2016年、第40回兵庫県高等学校総合文化祭自然科学部門発表会において最優秀賞を獲得。2018年、第42回兵庫県高等学校総合文化祭自然科学部門発表会において最優秀賞を獲得。
- 吹奏楽部
- コーラス部 - 2005年、青森県で行われた「全国高校総合文化祭」に兵庫県代表として参加。
- 美術部 - 2005年、部員の作品が「全国高校総合文化祭」県大会で特選、全国大会に出品。
- 書道部 - 書写検定1級の合格実績多数。1級合格者の中で特に優秀な者に贈られる文部科学大臣奨励賞の受賞歴も。
- 茶道部
- 華道部
- 調理部
- ESS部
- 写真部
- インターアクト部 - 東日本大震災復興支援活動に参加。
- ギター部
- 放送部 - 2012年、朗読部門で全国大会出場。

## 知の探究コース
2008年にベーシックサイエンスコースから知の探究コースに改組されたため、理系の生徒だけでなく文系の生徒も入学することができるようになった。近年、「答えのない問題」に対応する「新しい学力」「実践知」の育成が求められる探究型学習活動が重視されているが、授業「探究」を教育の柱の一つに据えてきた。

## 学校関係者と組織

### 学校出身者一覧
- 有田邦敬 - 京阪電気鉄道第5代社長
- 芦田均 - 第47代内閣総理大臣、政治家、外交官
- 大西瀧治郎 - 海軍中将
- 有田喜一 - 政治家、元文部大臣
- 細見綾子 - 俳人
- 藤原岩市 - 陸軍中佐
- 岩槻邦男 - 植物学者、東京大学名誉教授、兵庫県立人と自然の博物館名誉館長
- 林時彦 - 丹波市長
- 上田三四二 - 歌人、作家
- 中井國緒 - さいたま地方検察庁検事正
- 西本道則 - 元プロ野球選手
- 小山靖憲 - 歴史学者、和歌山大学名誉教授
- 山名靖英 - 元衆議院議員
- 佐々木恭介 - 元プロ野球選手・監督、野球解説者
- 江上剛 - 作家、コメンテーター
- 笹倉鉄平 - 画家
- 藤本幸人 - 本田技研工業エンジニア
- 永井幸太郎 - 日商創業者、貿易庁長官、甲南学園理事長
- 中野貴志 - 物理学者、大阪大学教授
- 平田岳史 - 化学者、東京大学教授、元京都大学教授、元日本地球化学会副会長
- 大西裕 - 政治学者、行政学者
- 笑福亭由瓶 - 上方落語家
- 坂本重雄 - 法学者
- 山内正和 - 防衛省装備施設本部本部長
- 野村勝明 - 第9代シャープ社長
- 山名昌衛 - コニカミノルタホールディングス会長
- Funta-作曲家
- 畑七右衛門 - 政治家、衆議院議員（旧制中卒）

### 関連人物
- 大江礒吉 - 旧制柏原中学校の第2代校長。島崎藤村の小説『破戒』の登場人物の猪子蓮太郎および瀬川丑松のモデルとされる。